# Јаворњик (Јесењик)
Јаворњик (чеш. Javorník) град је у Чешкој Републици. Град се налази у управној јединици Оломоуцки крај, у оквиру којег припада округу Јесењик.

## Становништво
Према подацима о броју становника из 2014. године град је имао 2.909 становника.